# A Gunshot to the Head of Trepidation
A Gunshot to the Head of Trepidation è un singolo del gruppo musicale statunitense Trivium, il terzo estratto dal loro secondo album in studio Ascendancy.

## Tracce
Testi di Matt Heafy, musiche di Matt Heafy e Corey Beaulieu.
1. A Gunshot to the Head of Trepidation – 4:31

## Formazione
Trivium
- Matt Heafy – voce, chitarra, produzione
- Corey Beaulieu – chitarra, voce secondaria
- Paolo Gregoletto – basso, voce secondaria
- Travis Smith – batteria, cori

Altro personale
- Jason Suecof – produzione, ingegneria del suono, cori
- Chad Sunderland – cori
- Gizz Butt – cori
- Andy Sneap – cori, missaggio, mastering
- Jeff Weed – assistenza all'ingegneria del suono
- Aaron Caillier – assistenza all'ingegneria del suono